# Ashmeadiella micheneri
Ashmeadiella micheneri is een vliesvleugelig insect uit de familie Megachilidae. De wetenschappelijke naam van de soort is voor het eerst geldig gepubliceerd in 1962 door Snelling.